# Traje acuático

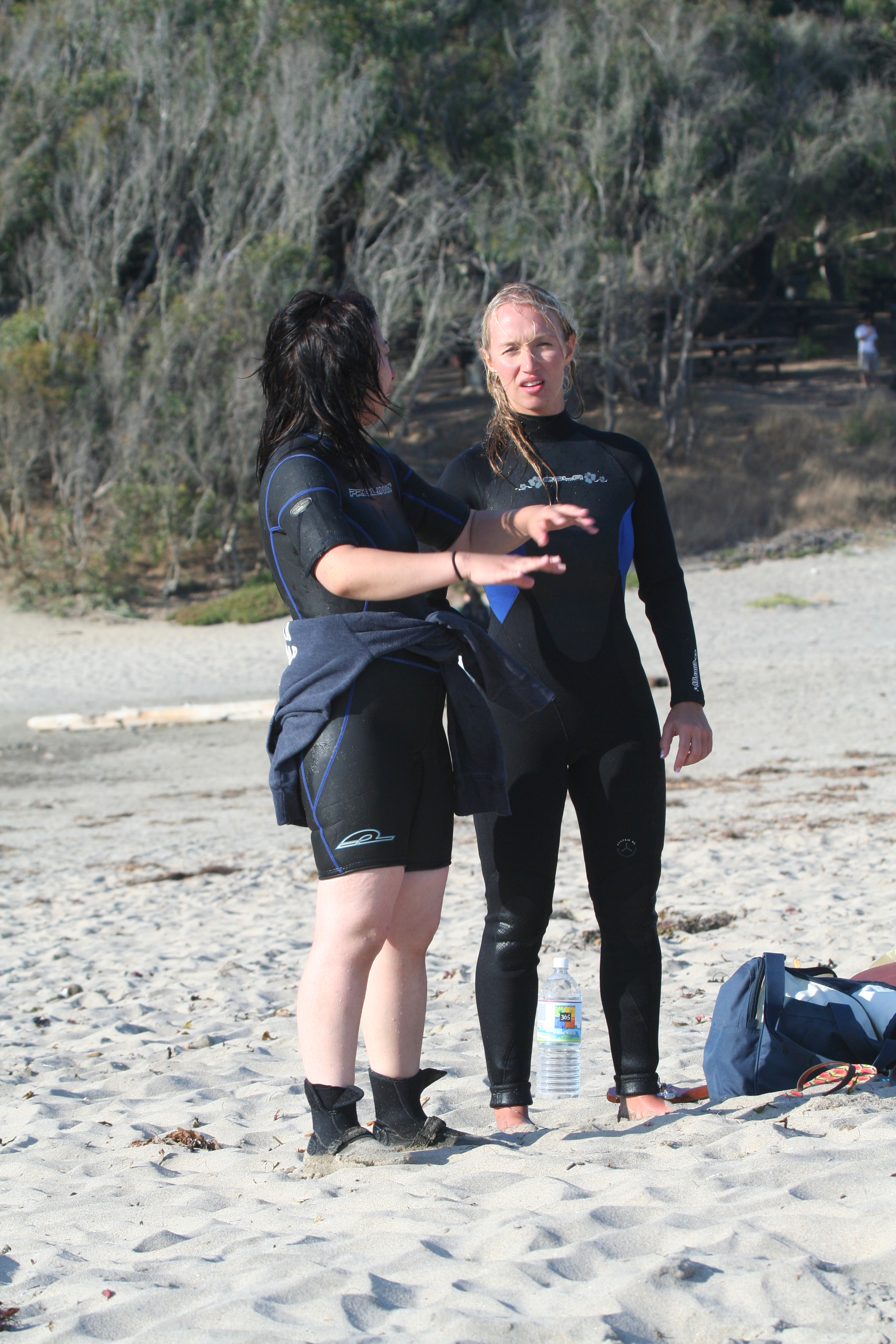
A la izquierda, un traje típico de verano (también llamado shorty). A la derecha, un traje de buceo más convencional, tanto para aguas templadas como para aguas un poco más frías.

Un traje acuático o traje de agua  es un dispositivo de atuendo para aislamiento térmico usado en deportes acuáticos o navegación marítima o fluvial.

## Tipos de traje acuático
Hay dos tipos diferenciados:
1. Los trajes de agua o náuticos suelen ser usados en embarcaciones más grandes donde no se pretende estar en contacto permanentemente con el agua, pero aun así protegen contra la lluvia y el oleaje y en algunos casos proveen protección térmica en el caso de caídas eventuales. Son más sueltos y holgados, o bien están constituidos por dos piezas diferentes, permitiendo llevar ropa abrigada en el interior.
2. Los trajes acuáticos de inmersión están pensados para un uso en pleno contacto con el agua, en inmersión, y la mayoría están confeccionados con neopreno. Se les utiliza en deportes como el surf, el windsurf, la Vela ligera, el kitesurf o el triatlón. Su grosor ronda entre los 2mm a 8mm, dependiendo del uso que se les dé: cuanto más baja es la temperatura del agua más grosor para su traje ha de prever el buceador. A los trajes usados en buceo se les llama habitualmente «traje de Neopreno», «traje de buceo» o sencillamente «traje» a secas.